# Gaadangiin Altanchujag
Gaadangiin Altanchujag (* 15. März 1948; mongolisch Гаадангийн Алтанхуяг) ist ein zeitgenössischer mongolischer Komponist und Pferdekopfgeigenspieler.
Altanchujag wurde in Ulaanbaatar geboren und ist im Erdenedalai-Sum im Dund-Gobi-Aimag aufgewachsen.
Er studierte am Bulgarischen Staatskonservatorium und machte eine Lehrerausbildung an der Hochschule für Musik und Tanz (Хөгжим Бүжгийн Дунд Сургууль, УБДС) in Ulaanbaatar.
Danach unterrichtete er an der Hochschule für Musik und Tanz
und arbeitete bei Radio und Fernsehen als Musikredaktor in der Redaktionskommission. Er komponierte für das Gesangs- und Tanzensemble der Armee und arbeitete als Ausbilder für das Pferdekopfgeigen-Ensemble der Staatsphilharmonie.
Altanchujags Werk besteht aus Liedern, Solo- und Orchesterstücken, sowie Filmmusik.